# أكاديمية سان ديجيتو
أكاديمية سان ديجيتو الثانوية (بالإنجليزية: San Dieguito High School Academy) هي مدرسة ثانوية عامة في مقاطعة سان دييجيتو يونيون الثانوية في إنسينيتاس ، كاليفورنيا في مقاطعة سان دييغو ، كاليفورنيا. تأسست المدرسة في عام 1936.

## وصلات خارجية
- San Dieguito High School Academy (بالإنجليزية)
- Online School Newspaper, The Mustang (بالإنجليزية)
- Official Site of San Dieguito High School Academy Alumni (بالإنجليزية)
- San Dieguito High School Academy Foundation (بالإنجليزية)